# ثيودور وينثروب
ثيودور وينثروب (بالإنجليزية: Theodore Winthrop)‏ (22 سبتمبر 1828، نيو هيفن في الولايات المتحدة - 10 يونيو 1861، فرجينيا في الولايات المتحدة)؛ محامي، كاتب وروائي أمريكي.